# Will Griggs
Will Griggs (nombre real: Sebastian Barnes), es un personaje ficticio de la serie de televisión australiana Neighbours, interpretado por el actor Christian Clark del 12 de octubre de 2006 hasta el 23 de enero de 2007.